# Прилужје
Прилужје (алб. Prelluzhë) је насеље у Општини Вучитрн на Косову и Метохији. Атар насеља се налази на територији катастарске општине Прилужје површине 745 ха. Кроз Прилужје протичу две реке: Лаб и Ситница. Село је повезано системом за наводњаване са водоводом из Обилића, кроз село су асфалтиране улице. У селу ради здравствена амбуланта, ветеринарска станица, апотека и пошта као и српска осмогодишња школа Вук Караџић и средња техничка школа Никола Тесла које укупно броје око 500 ученика.

## Географија
Село је збијеног типа у равници између реку Ситнице и Лаба. Оранице плодна лукиња на којој успевају све житарице и поврће. Смештено око 14 км југоисточно од Вучитрна.

## Историја
У турском попису области Бранковића из 1455. помиње се као велико село Прилужа са 53 српске куће. У поменику манастира Девича уписани су 1761. и 1775. Срби дародавци из Прилужа. У овом селу постоји један стариначки род који не памти када су њихови преци досељени, те се сматрају да су од постанка села њихови житељи, а остали су махом дошљаци из разних крајева у току владавине турске империје. На сеоском гробљу, које је старо колико и село, подигнута је мања црква 1969. посвећена св. Недељи. Сматра се да у селу и околини постоје још два црквишта, јер постоје трагови.
Село је било чифлук Мехмудбеговића из Пећи.

## Порекло становништва по родовима
Српски родови
- Дикићи (1.1 к., св. Врачи). Преселили се из Ковачице (Копаоничка Шаља) око 1830, када је Главотина имала само седам кућа; у Прилужје прешли око 1960. Даља старина им је у Црној Гори.
- Машићи (3 к., Св. Јован Крститељ), старинци.
- Терентићи (4 к., Св. Јован Крститељ). Досељени из Лаба крајем 18. века.
- Чунгићи (4 к., Св. Петка)
- Бугарићи (2 к., Св. Никола). Досељени од Скопља кад и Терентићи.
- Парлићи (6 к., Св. Петка). Досељени из Бразде (Скопска Црна гора) у Бивољак да избегну крвну освету. Ту су дуго живели и намножили се јако, па једни одатле отишли у Вучитрн, а други (око 1840) прешли у Прилужје. Тад су у селу живели неки Срби Роцкомановићи, који су се доцније одселили у Србију.
- Ракићи (18 к., Митровдан). Доселили се из Лаба после Парлића.
- Поповићи (6 к., Св. Никола). Потичу од Секулића у Грачаници, одакле су се око 1860. преселили у Прилужје да избегну крвну освету, јер су убили неког православног Циганина што им је на причешћу у гужви згазио дете. Да би прикрили порекло променили су славу (у Грачаници славили Митровдан). Даља старина им је у Пологу.
- Митровић (1 к., Св. Лука). Преселио се из Племетине око 1870. Даљом старином је из Црне Горе.
- Минићи (2 к., Св. Никола). Преселили се из Лесковчића око 1890.
- Ночићи (4 к., Св. Врачи). Пресељени из Племетине око 1890. Даља старина им је у Бајчини у Лабу.
- Дошљаци (4 к., Св. Пантелејмон). Пресељени из Батуса око 1900.
- Томинчићи (1 к., Св. Арханђео). Доведени давно однекуд као пасторци.

Роми муслимани
- Еминовићи (3 к.) и – Шабановићи (1 к.). Пресељени из Новог Села Мађунског, први око 1895, а други 1933.
- Браимовић (1 к.) Пресељен 1931. из Грабовца.
- Куртићи (2 к.). „Шетали свуда“. У Прилужју настањени 1919. Последњи род се бавио коваштвом, а остали били надничари. Ови надничари 1934. нису имали ни земље ни куће. Становали су у колибама од бусења.

## Демографија
Број становника на пописима:
| Година       | 1948 | 1953 | 1961  | 1971  | 1981  | 1991  | 2011 |
| ------------ | ---- | ---- | ----- | ----- | ----- | ----- | ---- |
| Становништво | 856  | 996  | 1.228 | 1.524 | 1.958 | 2.175 | 558  |

|  |

Национални састав становништва 2011.